# Оксиды иода

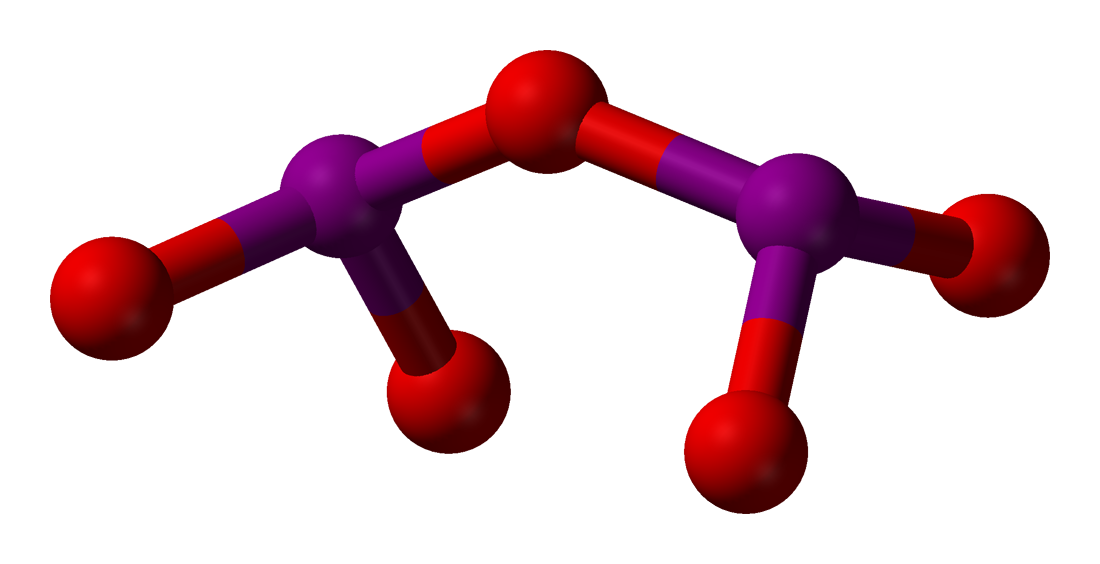
Молекула пентаоксида дииода (I_{2}O_{5})

Окси́ды ио́да — бинарные химические соединения иода и кислорода. Лишь некоторые из теоретически возможных оксидов иода были выделены в чистом виде. Ряд соединений, вероятно являющихся оксидами иода, был обнаружен в атмосфере; эти соединения считаются важным фактором в обмене иодом между океаном и атмосферой.
| Молекулярная формула      | I2O              | IO             | IO2          | I2O4                   | I2O5              | I4O9                   |
| ------------------------- | ---------------- | -------------- | ------------ | ---------------------- | ----------------- | ---------------------- |
| Название                  | монооксид дииода | монооксид иода | диоксид иода | тетраоксид дииода      | пентаоксид дииода | нонаоксид тетраиода    |
| Структурная формула       | I2O              | IO             | IO2          | (IO2)2                 | O(IO2)2           | I(OIO2)3               |
| Регистрационный номер CAS | 39319-71-6       | 14696-98-1     | 13494-92-3   | 1024652-24-1           | 12029-98-0        | 66523-94-2             |
| Состояние при н.у.        | Неизвестно       | фиолетовый газ | тв., жёлтый  | тв., жёлтый            | белые кристаллы   | тв., тёмно-жёлтый      |
| Степень окисления         | +1               | +2             | +4           | +3 и +5                | +5                | +3 и +5                |
| Температура плавления     | Неизвестно       | Неизвестно     | Неизвестно   | Разл. 100 °C           | Разл. 300—350 °C  | Разл. 75 °C            |
| Плотность, г/см3          |                  |                | 4,2          | 4,8                    |                   |                        |
| Растворимость в воде      |                  |                |              | реаг. с обр. HIO3 + I2 | 187 г/100 мл      | реаг. с обр. HIO3 + I2 |

Монооксид дииода экспериментально не наблюдался, исследовался теоретически, однако существуют указания на возможность его синтеза тем же путём, которым синтезируется монооксид дихлора, в реакции оксида ртути(II) HgO с элементным иодом I2. Это соединение крайне нестабильно, однако может галогенировать алкены.
Диоксид иода (IO2) и тетраоксид дииода ((IO2)2), а также свободный радикал монооксид иода (IO) участвуют в важных процессах в химии атмосферы. Они образуются в очень малых количествах на поверхности морей при фотоокислении дииодметана, продуцируемого морскими водорослями. Несмотря на малые концентрации (порядка трлн−1), они считаются активными катализаторами разрушения озона.
Пентаоксид дииода (I2O5) является ангидридом иодноватой кислоты (HIO3) и единственным стабильным ангидридом иода.
Нонаоксид тетраиода (I4O9 или I(IO3)3) был синтезирован в газофазной реакции I2 с O3. Может рассматриваться как иодат(V) иода(III).